# Robert William Fisher
Robert William Fisher (New York, 13 aprile 1961) è un assassino statunitense ricercato dal 10 aprile 2001 per l'omicidio della moglie, dei figli e per aver incendiato la casa dove vivevano a Scottsdale, in Arizona.
Fisher ha prestato servizio nella Marina degli Stati Uniti e in seguito ha lavorato come vigile del fuoco e in campo medico. Ha sposato Mary Cooper nel 1987 e hanno avuto due figli, Bobby e Brittney. I Fisher hanno avuto una vita familiare difficile. Robert Fisher è stato descritto come un uomo dal comportamento crudele e di controllo nei confronti della sua famiglia, e in molte occasioni venne riferito di aver mostrato comportamenti inquietanti e violenti. È stato infedele a sua moglie almeno una volta. I suoi stessi genitori divorziarono quando Fisher aveva 15 anni, si ritiene che la separazione abbia avuto un ruolo nelle difficoltà incontrate successivamente.
Il 10 aprile 2001 la casa dei Fisher esplose: al suo interno la moglie e i 2 figli vennero ritrovati morti, con la gola tagliata.  Mary era stata colpita alla nuca. Robert Fisher, insieme all'auto di Mary, era assente. La polizia lo ritenne da subito l'unico sospettato degli omicidi. Il 20 aprile, l'auto di Mary fu scoperta in una foresta vicino a Young, in Arizona. Cosa sia successo a Fisher è tuttora sconosciuto, ma molti suoi amici hanno ipotizzato che possa essere morto nella foresta, dove fu trovata la sua auto. Il 29 giugno 2002 è stato inserito dall'FBI nella lista dei dieci latitanti più ricercati. Il 3 novembre 2021, dopo oltre 19 anni Fisher è stato rimosso dall'elenco. Nonostante la sua rimozione dalla Top Ten List, Fisher rimane un fuggitivo ricercato.

## Biografia
Robert William Fisher è nato il 13 aprile 1961 a Brooklyn, New York City. Suo padre era William Fisher, un banchiere, la madre Jan Howell. La coppia ha avuto tre figli: Robert e due figlie. I genitori divorziarono nel 1976, quando Robert aveva 15 anni; dopo il divorzio, lui e le sue sorelle andarono a vivere con il padre in Arizona. Tutti e tre hanno frequentato la Sahuaro High School di Tucson, in Arizona. Secondo amici e parenti, il divorzio è stato turbolento e ha avuto effetti permanenti sul suo carattere. Un amico del liceo ha dichiarato che Robert era "molto amareggiato" al riguardo. Secondo quanto riferito, Fisher parlò della separazione dei suoi genitori con i colleghi del Mayo Clinic Hospital poco prima degli omicidi, e una volta ha confidato a un socio che la sua vita sarebbe stata diversa se Jan non avesse lasciato la famiglia.
Fisher si arruolò nella Marina degli Stati Uniti e tentò di entrare a far parte dei Navy SEAL, ma non ebbe successo. Era un appassionato di escursioni, di caccia e di pesca. Lavorò quindi un periodo come vigile del fuoco in California, ma dovette smettere dopo un infortunio alla schiena. Si trasferì poi con la famiglia in Arizona lavorando in campo medico. Ha lavorato come tecnico di cateteri chirurgici e terapista della respirazione. Un uomo che lo aveva assunto ha ricordato che era un uomo tranquillo e soffriva di gravi dolori alla schiena, ma era un buon dipendente. Fisher lavorava come tecnico chirurgico presso una clinica Mayo a Scottsdale al momento degli omicidi.
Fisher ha sposato Mary Cooper nel 1987. È stato descritto come un maniaco del controllo crudele e distante nei confronti della sua famiglia. Lui e sua moglie hanno litigato spesso per motivi di sesso e denaro, con Mary accettò un lavoro che agli amici descrisse come "fondo di sicurezza". Fisher una volta lanciò un tubo da giardino addosso a Mary perché riteneva avesse parlato a sproposito. Fisher era imbarazzato dal fatto che a suo figlio Bobby non piacesse cacciare o pescare, e una volta cercò di insegnare a lui e alla figlia Brittney a nuotare gettandoli giù da una barca. Il compagno di caccia Sandy Gillespie ha raccontato come: "Stavano piangendo, Brittney urlava, e lui li riprese sulla barca dicendo: 'Allora, come va?'" Fisher non permetteva che le pareti della casa fossero dipinte in un colore diverso dal bianco e faceva appendere sul muro solo un numero ristretto di quadri. "Diverse volte sua madre aveva fatto cose speciali, come trapunte", ha detto alla polizia l'amica di Mary, Kimberly Sue Davidson. "Non le veniva però permesso di appenderle. Doveva riporle nell'armadio. E poi le diceva continuamente, non è ora che ti sbarazzi di questa roba?" Fisher cercava comunque di mantenere l'immagine del devoto padre di famiglia.
La madre di Mary, Ginny Cooper, ha raccontato agli investigatori che: "Fisher non socializzava spesso con la famiglia a causa della paura di avvicinarsi troppo alle persone e di perderle". La madre di Fisher, Jan, ha detto agli investigatori di essere stata una moglie "sì, signore" che non resisteva al padre di Fisher. Ha aggiunto di aver visto dinamiche simili all'inizio del matrimonio tra il figlio e Mary e di averle parlato delle sue preoccupazioni. Un suo caro amico ha affermato che la famiglia di Fisher aveva una sorprendente somiglianza con quella della sua infanzia.
Fisher era un appassionato escursionista e cacciatore sin da giovane. Gli amici lo avevano più volte notato esibire comportamenti inquietanti durante le battute di caccia e altre attività all'aperto. Una volta, dopo aver ucciso un alce, iniziò a spalmarsi il sangue sul viso. In altre occasioni era apparso a sorpresa dietro delle famiglie che stavano facendo picnic iniziando a sparare in aria fino a scaricare la pistola. Diversi anni prima che sua moglie e i suoi figli morissero, Fisher sparò a un pitbull randagio. Dichiarò in seguito di avergli sparato perché aveva attaccato il suo labrador retriever, ma la polizia sostenne che aveva organizzato l'incontro facendolo sembrare casuale perché voleva sparare al cane.  Fisher aveva partecipato attivamente alle attività della Scottsdale Baptist Church, ma (a differenza di Mary) aveva iniziato a ritirarsi dalle attività della chiesa pochi mesi prima degli omicidi. Secondo alcuni amici di Fisher, egli aveva parlato di suicidarsi intorno al 1998 quando era disperato per le condizioni del suo matrimonio. Nel 1998, i Fisher andarono dal pastore anziano per una consulenza matrimoniale. Fisher aveva raccontato ai colleghi di una relazione di una notte con una prostituta che aveva incontrato in una sala massaggi. Era preoccupato che Mary avrebbe scoperto che la prostituta era la causa di un'infezione del tratto urinario che lo aveva lasciato malato diversi giorni nel dicembre del 2000. "Non hanno avuto un matrimonio felice", ha detto Wade Rencsok, un ex vicino di casa. "Urlavano in continuazione. Li sentivano tutti. In realtà lui non lo sentivi mai urlare, ma sempre la moglie. Diceva cose come 'Sei inutile. Avrei potuto fare meglio di te. Dovremmo divorziare.'"
Fisher disse a un compagno di caccia che "non poteva vivere senza la sua famiglia", forse suggerendo che avrebbe preso in considerazione il suicidio piuttosto che il divorzio. Secondo gli psicologi, un'intensa paura della perdita non è insolita tra le persone traumatizzate da un divorzio durante l'adolescenza.  Mary aveva inoltre raccontato a diversi amici che avrebbe divorziato da Fisher nelle settimane che precedettero il suo omicidio.

## Triplice omicidio e incendio doloso
Il 10 aprile 2001, un vicino dichiarò di aver sentito un forte litigio proveniente dalla casa di Fisher, all'incirca alle 10 di sera, dieci ore prima che andasse completamente a fuoco. La polizia ha teorizzato che il primo omicidio sia avvenuto tra le 9 e mezza e le 10 e un quarto di quella sera. Alle 22,43 Fisher venne ripreso dalle telecamere di sicurezza di un bancomat dal quale ritirò 280 dollari. La Toyota 4Runner della moglie si vedeva sullo sfondo. È possibile che Fisher sia poi tornato a casa a compiere gli omicidi, ma la polizia è convinta che avessero già avuto luogo dal momento che Fisher stava usando la macchina della moglie, con la quale presumibilmente è fuggito.
Mary Fisher fu uccisa da un colpo di proiettile alla nuca, ai figli Brittney e Bobby era stata tagliata la gola da un orecchio all'altro. Alle 8:42 della mattina seguente, la casa esplose. I vigili del fuoco vennero chiamati subito dopo l'esplosione, abbastanza forte da far crollare il muro di mattoni anteriore e far tremare i telai delle case vicine per 800 metri in tutte le direzioni. Prima dell'arrivo dei vigili del fuoco, i vicini usarono i tubi da giardino per cercare di tenere sotto controllo le fiamme. I vigili del fuoco riuscirono a non far propagare l'incendio alto 6 metri alle altre abitazioni. Una serie di piccole esplosioni secondarie, probabilmente causate da munizioni di fucili o barattoli di vernice, li costrinse a mantenere le distanze. Un vigile del fuoco ha riportato lievi ferite alla gamba quando ha perso l'equilibrio ed è caduto vicino alle fiamme.
Fisher aveva fatto entrare in casa il tubo della caldaia. Il gas accumulato è stato successivamente fatto esplodere da una candela che Fisher avrebbe acceso, aspettando che il gas si accumulasse e arrivasse alla fiamma. Questa miccia ritardata gli avrebbe dato un vantaggio di circa dieci ore nel suo tentativo, riuscito, di eludere le forze dell'ordine. Si ritiene che la decisione di far esplodere la casa sia stata un tentativo di Fisher di nascondere le prove dei suoi crimini e forse di far credere alla polizia che fosse morto. I corpi bruciati di una donna e di due bambini vennero ritrovati a letto tra i resti bruciati. Sono stati identificati come Mary (38 anni), Brittney (12 anni) e Bobby (10 anni). Gli investigatori hanno teorizzato che Fisher abbia ucciso la sua famiglia perché si sentiva minacciato dall'intenzione di Mary di divorziare e non voleva che Brittney e Bobby subissero quello che gli era accaduto da bambino.

## Indagine

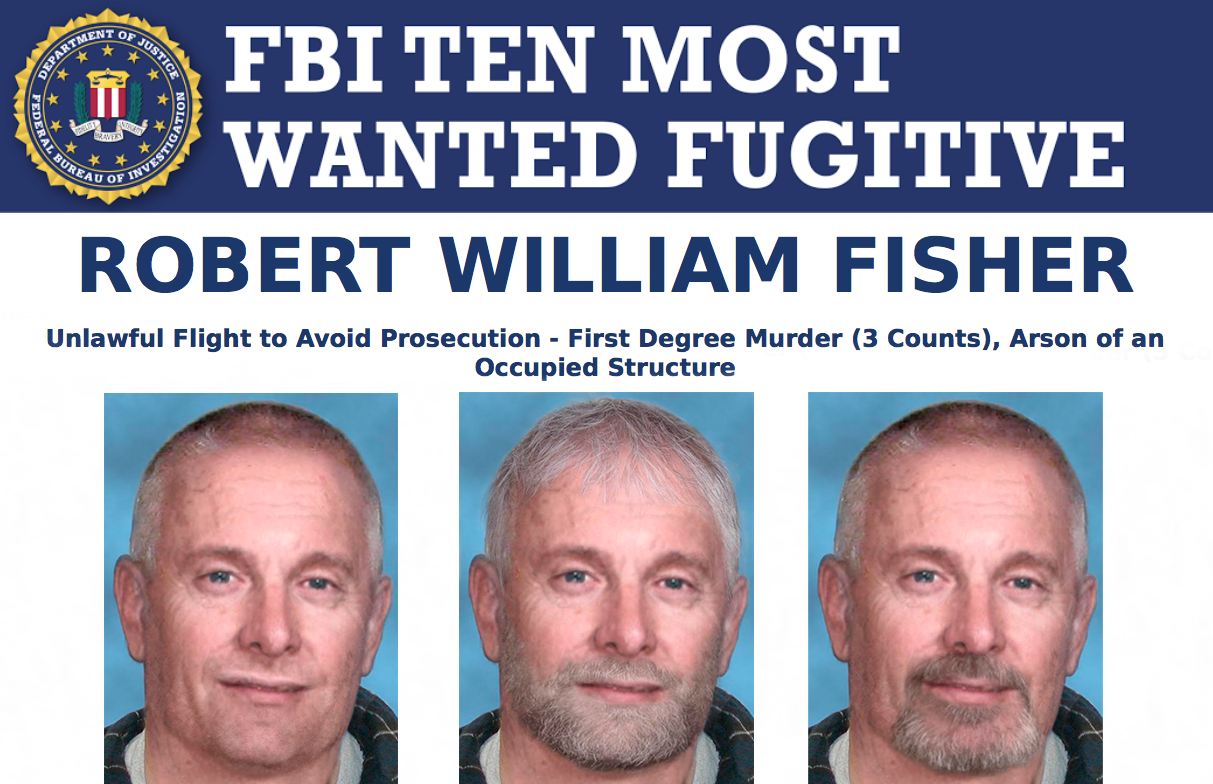
Immagini alterate mostrano come potrebbe apparire Fisher ad anni dalla sua scomparsa

### Gli sviluppi delle indagini
Fisher, scomparso al momento degli omicidi, è stato indicato come sospettato (l'unico) per gli omicidi il 14 aprile 2001, quando gli ufficiali del Dipartimento della pubblica sicurezza dell'Arizona emisero un bollettino ufficiale per il suo arresto. Il 20 aprile, l'ultima prova fisica della sua posizione è emersa quando la polizia trovò la Toyota 4Runner di Mary nella foresta nazionale di Tonto vicino a Young, in Arizona, a un centinaio di miglia a nord di Scottsdale. Il cane di famiglia Blue era fuori dall'auto.  Si era rifugiato sotto l'auto ed era affamato e agitato. All'interno del veicolo c'era un cappello degli Oakland Raiders identico a quello che Fisher indossava nel filmato del bancomat. Un mucchio di escrementi umani venne trovato vicino alla portiera del passeggero. Sebbene la polizia abbia perquisito l'area immediatamente intorno a dove venne scoperto il veicolo, perquisì solo una delle dozzine di grotte vicine. Alcune di queste grotte formano una complessa rete sotterranea, che si estende per chilometri sotto la superficie. Diversi speleologi professionisti hanno suggerito che Fisher li abbia come nascondiglio prima di scappare, uccidersi o morire a causa dei bassi livelli di ossigeno. Speleologi professionisti hanno visitato queste grotte molte volte negli anni successivi agli omicidi, ma non è mai emersa alcuna traccia di Fisher.
La Toyota venne scoperta a meno di un miglio dalla riserva indiana di Fort Apache, un'area che la polizia non ha mai perquisito. La polizia seguì una serie di impronte che portava alla riserva, ma non ha scoperto alcun segno di Fisher.  Una coppia riferì di aver visto un uomo simile a Fisher camminare lungo la vicina Young Road diversi giorni prima del ritrovamento dell'auto. Secondo loro, quando la donna lo vide, disse a suo marito: "Sembra Robert Fisher". Tuttavia, attesero fino al ritrovamento del veicolo per segnalare il possibile avvistamento. Lori Greenbeck, una conoscente della famiglia Fisher, ha raccontato che suo marito era andato in campeggio più volte con Fisher nell'area in cui venne ritrovato il veicolo poco prima del 10 aprile. Disse che il marito credeva che Fisher stesse esplorando la zona. Secondo lei, conosceva molto bene la regione.
Il 19 luglio 2001 è stato emesso un mandato di arresto statale a Phoenix, accusando Fisher di tre capi di imputazione per omicidio di primo grado e uno per incendio doloso. Successivamente, è stato dichiarato latitante e un mandato di arresto federale è stato emesso dal tribunale distrettuale degli Stati Uniti per il distretto dell'Arizona, accusandolo di unlawful flight per evitare il processo. Il 29 giugno 2002, Fisher è stato inserito dal Federal Bureau of Investigation (FBI)  nella sua lista dei dieci più ricercati, il 475esimo da quando la lista fu creata. Entrò anche nella "Dirty Dozen" del programma America's Most Wanted, l'elenco dei suoi più famosi fuggitivi, e apparve in The Hunt con John Walsh. L'FBI offre tuttora una ricompensa fino a 100.000 dollari per le informazioni che porteranno alla cattura di Fisher. All'aprile 2003, l'FBI aveva ricevuto "centinaia e centinaia di indizi". Tuttavia, tutti gli avvistamenti segnalati di Fisher si sono rivelati inconcludenti o falsi.
Negli anni immediatamente successivi alla scomparsa di Fisher, alcune persone che vivevano nel suo vecchio quartiere riferirono di aver visto un uomo che gli somigliava guidare in zona. Nel febbraio 2004, un individuo con una sorprendente somiglianza fisica con Fisher venne arrestato a Vancouver, in Canada, dalla Royal Canadian Mounted Police. L'uomo aveva un dente mancante dove Fisher aveva un premolare d'oro, oltre a una cicatrice chirurgica sulla schiena, come aveva Fisher. Tuttavia, le sue impronte digitali non corrispondevano. Venne trattenuto dalla polizia canadese per circa una settimana, fino a quando un parente non lo ha correttamente identificato. In risposta alla speculazione secondo cui le sue impronte digitali erano state alterate, il detective di Scottsdale John Kirkham dichiarò che non c'erano cicatrici che potessero farlo pensare. L'identità dell'uomo non è mai stata rivelata. L'FBI ha allertato le forze dell'ordine locali nel 2012 riguardo la possibilità che Fisher stesse vivendo nella zona dofe fu abbandonata l'auto di Mary. Nell'ottobre 2014, la polizia ha fatto irruzione in una casa a Commerce City in Colorado, dopo aver ricevuto una soffiata. Nonostante l'arresto di due occupanti, di Fisher non è stata trovata traccia.
Nell'aprile 2016, i funzionari dell'FBI e la polizia di Scottsdale hanno mostrato foto di Fisher invecchiato durante una conferenza stampa nel quindicesimo anniversario degli omicidi.
Il 3 novembre 2021, Fisher è stato rimosso dalla lista dei 10 latitanti più ricercati dall'FBI. È stato sostituito da Yulan Adonay Archaga Carias, il presunto leader dell'MS -13 in Honduras, la 526esima aggiunta alla Top Ten List. "Poiché l'ampia pubblicità che il caso di Fisher ha ricevuto durante i suoi quasi 20 anni nell'elenco non ha portato alla sua localizzazione e/o cattura, il caso non soddisfa più tale requisito", ha affermato l'FBI.  Nonostante la sua rimozione dalla Top Ten List, Fisher rimane un fuggitivo ricercato.

### Teorie
Gli omicidi presumibilmente commessi da Fisher e la sua successiva scomparsa hanno attirato un'attenzione significativa e sono state proposte numerose teorie su ciò che alla fine gli è successo.  A causa in parte di fattori come il tempo trascorso dalla sua scomparsa, la piccola somma di denaro che si ritiene avesse con sé Fisher e il fatto che avesse parlato spesso in precedenza di porre fine alla sua vita, ci sono stati la speculazione che si sia suicidato o sia morto, probabilmente da qualche parte nel deserto dove è stata scoperta l'auto di Mary, e che il corpo non sia mai stato trovato. Altri non sono d'accordo e sostengono che molto probabilmente è sopravvissuto. Si pensa che possa aver iniziato una nuova vita sotto una nuova identità. In tal caso, potrebbe essere morto dopo anni di latitanza senza che i suoi resti siano mai stati identificati.
Se Fisher è sopravvissuto, si pensa che possa essere uscito dalla zona in autostop o grazie all'aiuto di un complice. C'è una teoria secondo cui Fisher potrebbe aver usato le sue capacità di sopravvivenza per continuare a vivere nella natura selvaggia vicino a Payson, dove è stata scoperta l'auto di sua moglie, sebbene la polizia e gli esperti di sopravvivenza siano scettici. A causa della difficoltà è infatti difficile trovare cibo e riparo in quell'ambiente, e non è mai emersa alcuna prova di qualcuno che vivesse nei boschi in quella zona.  "Potrebbe vivere in una piccola città, dove viene pagato in contanti e lavora come tuttofare", ha detto il detective John Heinzelman. "Oppure potrebbe mimetizzarsi in una grande città."  È stato ipotizzato che Fisher potesse aver attraversato il confine meridionale degli Stati Uniti; un incontro ostile si è verificato in Guatemala nel 2009 tra dei turisti e un uomo che si diceva assomigliasse a Fisher. La scomparsa di Fisher è avvenuta prima degli attacchi dell'11 settembre. Poiché la sicurezza delle frontiere era più lassista in quel momento di quanto sarebbe diventata in seguito, la polizia l'ha considerata una possibilità ragionevole. La polizia ha ipotizzato che Fisher possa aver creato una nuova famiglia e ha citato il timore che alla fine potesse decidere di andarsene e annientare quella famiglia come ha fatto con la sua famiglia originaria come uno dei motivi principali per continuare a cercarlo. Alcuni poliziotti hanno tuttavia ammesso che potrebbero non sapere mai cosa è successo a Fisher. "Forse questo è il meglio che abbiamo, sappiamo che è colpevole ma non lo troveremo mai", ha detto Heintzelman.
L'agente dell'FBI Bob Caldwell ha dichiarato che Fisher "E' arrogante. È presuntuoso. È un saputello... e un solitario." Fisher è noto per masticare tabacco e predilige il marchio Copenhagen. Il suo aspetto è stato descritto come nella media, ma a volte cammina in modo strano ed eretto con il petto in fuori a causa di un problema alla schiena derivante dall'infortunio che ha subito come vigile del fuoco, ed è un esperto cacciatore e pescatore. Fisher è considerato armato ed estremamente pericoloso e ha legami con la Florida e il New Mexico.